# Hillairet-Huguet
La société de constructions électriques et mécaniques Hillairet-Huguet a été fondée à la fin du XXe siècle par Alphonse Charles Albert Huguet (connu sous le nom d'Albert Huguet), constructeur mécanicien, et André Hillairet, ingénieur des ateliers de la maison Breguet. Elle était établie 22 rue Vicq-d'Azir à Paris, avec ses ateliers à Persan en Seine-et-Oise. Elle était spécialisée dans la fabrication de systèmes électromécaniques et électrotechniques.